# Bulbophyllum armeniacum
Bulbophyllum armeniacum är en orkidéart som beskrevs av Johannes Jacobus Smith. Bulbophyllum armeniacum ingår i släktet Bulbophyllum och familjen orkidéer. Inga underarter finns listade i Catalogue of Life.